# Bart Bongers
Bart Bongers (Arnhem, 6 oktober 1946 - Dieren, 3 mei 2007) was een Nederlandse waterpolospeler. Hij nam eenmaal deel aan de Olympische Spelen, maar won bij die gelegenheid geen medailles.
Bart Bongers maakte op 22-jarige leeftijd zijn olympisch debuut bij de Olympische Zomerspelen 1968 in Mexico-City. Bij het 1968 eindigde hij met het Nederlands team op een zevende plaats.
Bart Bongers · 
Fred van Dorp · 
Loet Geutjes · 
André Hermsen · 
Wim Hermsen · 
Hans Hoogveld · 
Evert Kroon · 
Ad Moolhuijzen · 
Hans Parrel · 
Nico van der Voet · 
Feike de Vries · 
Hans Wouda